# Абашкіна Неллі Володимирівна
Абашкіна Неллі Володимирівна (нар. 22 грудня 1938, с. Калинівка Городищенського району, нині Черкаська область — 27 грудня 2009, Київ — українська педагогиня.

## Біографія
Нелля Абашкіна народилася 22 грудня 1938 року в селі Калинівка Городищенського району Черкаської області Україна.
Закінчила Київський університет в Києві 1961 році.
Працювала вчителькою в 1961—1969 роках.
З 1969 року працювала в НДІ педагогіки України (нині — Інститут педагогіки НАПН України). Від 1993 р. — провідна наукова співробітниця відділу порівняльна професіональної педагогіки і психології Інституту педагогіки і психології професійної освіти НАПН України.
Досліджувала системи шкільної та професіональної освіти у німецькомовних країнах.

## Основні праці
- Нові концепції навчання і виховання у сучасній німецькій педагогіці. Метод.-інформ. матеріал. К., 1995;
- Принципи розвитку професійної освіти в Німеччині. К., 1998;
- Професійна підготовка вихованців у навчальних закладах А. Макаренка і Г. Кершенштейнера // Педагогіка і психологія. 1998. № 1.